# قاعدة كليمنت أوهريدسكي
قاعدة القديس كليمنت أوهريدسكي (بالإنجليزية St. Kliment Ohridski Base) هي قاعدة أبحاث بلغارية في القارة القطبية الجنوبية تقع على جزيرة ليفينغستون جنوب مجموعة جزر شيتلاند . يبلغ ارتفاعها ما بين 12-15 متر.  
كانت القاعدة سابقا تعرف باسم «ملجأ جامعة صوفيا» أو قاعدة هيموسز. في عام 1993 تم تغير اسمها تكريما لـ «كليمنت الأوخريدي» وهو عالم وقديس بلغاري عاش في القرنين التاسع والعاشر.

## البناء والتوسعة
بنيت القاعدة عن طريق تجميع أكواخ تم تجهيزها في جزيرة ليفينغستون في 26-29 أبريل 1988 من قبل فريق بلغاري مكون من أربعة أعضاء، وبدعم لوجستي من السفينة السوفيتية «ميهايل سوموف». تم تجديد هذه الأكواخ لاحقًا وافتتاحها كقاعدة دائمة في 11 ديسمبر 1993.
نفذ برنامج لتوسعة المحطة بين عامي 1996-1998 حيث بني منزل جديد من مواد شحنت من الأرجنتين و بدعم لوجستي من برنامج أنتاركتيكا الإسباني. تبلغ مساحة المنزل 80 مترا مربعا ويحتوي على غرفتي نوم وحمام ومختبر علمي وغرفة معيشة ومطبخ صغير. 
وبين 2007-2010 تم بناء منزلين جديدين يحتويان على 4 غرف نوم إضافية ومكتب طبي ومختبرين علميين (جيولوجي وبيولوجي). وفي 2012 بني مصلى أرثوذكسي جديد أطلق عليه اسم «سانت إيفان ريلسكي». مما رفع الطاقة الإستيعابية الإجمالية للقاعدة إلى 25 شخصًا ، حيث أصبحت القاعدة توفر ظروفًا أفضل للعمل والمعيشة ، بالإضافة إلى إمكانية الإقامة الشتوية إذا لزم الأمر.